# Gloria Guida
Gloria Guida (Merano,19 de novembro de 1955) é uma atriz italiana, popular nos anos 70 e 80 por estrelar comédias eróticas.

## Biografia

### Infáncia
Nacida em Merano em 19 de novembro de 1955, mas de origem emiliána, mudou-se desde menina para Bologna, onde começou sua carreira artística, como cantora.

### Trabalhos

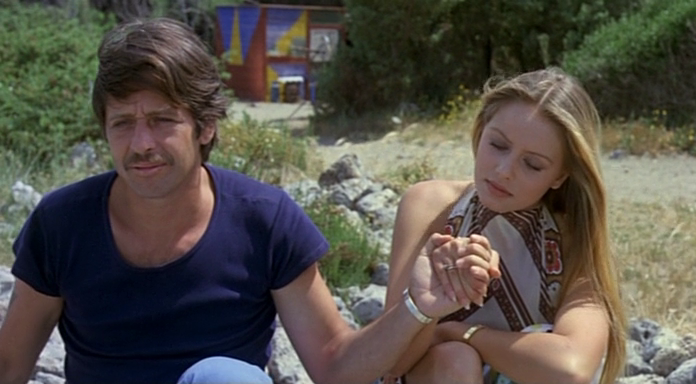
Gloria Guida com Corrado Pani no filme La minorenne de 1974

Em 1974 ganha o concurso de Miss Teenager e graças à sua beleza, abre-se uma carreira de atriz.
Seu primeiro filme foi La ragazzina, seguido rapidamente de La minorenne. São filmes que narram a vida quotidiana de adolescentes de classe alta, empenhados, sobretudo, em vencer o tédio através do sexo.
Em Blue Jeans (1975) interpreta uma jovem prostituta que, depois de uma batida da polícia, é confiada à guarda do pai. Com esse filme, Gloria Guida entra de vez no gênero da comédia erótica italiana.
Ainda em 1975 interpreta La novizia, com direção de Pier Giorgi Ferretti e Quella età maliziosa. Mas o filme que a consagra é La liceale, filme que teve várias continuações, sempre ambientadas em uma escola da província, onde a bela colegial enfrenta os avanços dos professores e dos colegas de sala. La liceale não só gerou continuações, como também várias imitações.

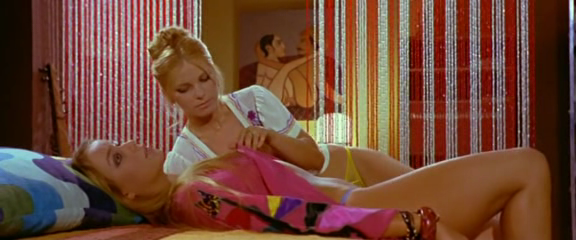
Gloria Guida com Ilona Staller no filme La liceale de 1975

Um dos seus filmes de maior sucesso foi L'infermiera di notte. Nesse filme, aparece na cena que se tornou célebre da enfermeira que abre seu uniforme branco para a excitação do doente vivido por Mario Carotenuto.
Entre seus últimos filmes estão La casa stregata (1982) com Renato Pozzetto e em dupla com o marido: Sesso e volentieri (1988), e o filme para a TV Festa di capodanno (1988).
Gloria Guida permanece no imaginário erótico dos italianos, associada a figura da colegial que une a meiguice e a malícia.
Algumas das comédias de Gloria Guida foram exibidas nos cinemas brasileiros no fim dos anos 1970, início dos anos 1980. O primeiro deles, La Liceale foi exibido nos cinemas brasileiros como
A Vida Íntima de uma Colegial. Seu maior sucesso no Brasil, porém, foi a continuação La Liceale nella classe dei ripetenti. Graças à inventividade dos tradutores brasileiros, ao invés do literal "A Colegial na Turma dos Repetentes", o filme recebeu o sugestivo título de A Colegial Que Levou Pau.

### Família
Depois de se encontrar com Johnny Dorelli no set de Bollenti spiriti (1981) e de casar-se com ele, Gloria Guida abandonou pouco a pouco o cinema (ou foi abandonada por ele) para se dedicar ao marido e à filha Guendalina. Ocorre que a participação de Gloria Guida no cinema italiano sempre foi mais baseada em sua grande beleza do que em seu modesto talento como atriz. Ao se aproximar dos 30 anos de idade, sua aparência de colegial foi se modificando para a de uma mulher madura, e ela foi sendo descartada em favor de atrizes mais jovens. Quando Guendalina nasceu, Gloria Guida ainda tinha vivas a mãe (com menos de cinquenta anos), a avó (com menos de setenta), a bisavó (com menos de noventa anos) e a trisavó (com pouco mais de cem anos). Assim, a pequena Guendalina, ao nascer, tinha ainda sua tetravó.
Infelizmente, nenhum filme de Gloria Guida pode ser encontrado em DVD em língua portuguesa, embora vários deles existam em DVD na Itália.

## Filmografia (títulos em italiano)

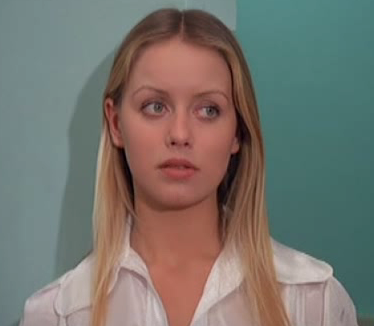
Gloria Guida no filme La minorenne de 1974

- La ragazzina, direção de Mario Imperoli (1974)
- La minorenne, direção de Silvio Amadio (1974)
- Il solco di pesca, direção de Maurizio Liverani (1975)
- Quella età maliziosa, direção de Silvio Amadio (1975)
- Peccati di gioventù, direção de Silvio Amadio (1975)
- La novizia, direção de Pier Giorgio Ferretti (1975)
- La liceale, direção de Michele Massimo Tarantini (1975)
- Il gatto mammone, direção de Nando Cicero (1975)
- Blue Jeans (filme), direção de Mario Imperoli (1975)
- Scandalo in famiglia, direção de Marcello Andrei (1976)
- Ragazza alla pari, direção de Mino Guerrini (1976)
- Il medico... la studentessa, direção de Silvio Amadio (1976)
- L'affittacamere, direção de Mariano Laurenti (1976)
- Orazi e Curiazi 3 - 2, direção de Giorgio Mariuzzo (1977)
- Maschio latino cercasi conosciuto anche come L'affare si ingrossa, direção de Giovanni Narzisi (1977)
- Avere vent'anni, direção de Fernando Di Leo (1978)
- Il triangolo delle Bermude (The Bermuda Triangle), direção de René Cardona Jr. (1978)
- Indagine su un delitto perfetto, direção de Giuseppe Rosati (1978)
- Travolto dagli affetti familiari, direção de Mauro Severino (1978)
- La liceale seduce i professori, direção de Mariano Laurenti (1979)
- La liceale, il diavolo e l'acquasanta, direção de Nando Cicero (1979)
- L'infermiera di notte, direção de Mariano Laurenti (1979)
- La liceale nella classe dei ripetenti, direção de Mariano Laurenti (1979)
- Fico d'India, direção de Steno (1980)
- Bollenti spiriti, direção de Giorgio Capitani (1981)
- La casa stregata, direção de Bruno Corbucci (1982)
- Sesso e volentieri, direção de Dino Risi (1982)
- Festa di Capodanno (TV), direção de Piero Schivazappa (1988)